# Джуровский, Милко
Милко Джуровский (макед. Милко Ѓуровски; род. 26 февраля 1963, Тетово, Тетово) — югославский и македонский футболист, нападающий. Бронзовый призёр Олимпийских игр 1984 года. По завершении игровой карьеры — футбольный тренер.

## Клубная карьера
Во взрослом футболе дебютировал в 1980 году выступлениями за «Црвена Звезда», в которой провёл шесть сезонов, приняв участие в 115 матчах чемпионата. В составе «Црвены Звезды» был одним из главных бомбардиров команды, имея среднюю результативность на уровне 0,47 гола за игру первенства.
Своей игрой за эту команду привлёк внимание представителей тренерского штаба клуба «Партизан», к составу которого присоединился в 1986 году. Играл за белградский клуб следующие четыре сезона. В новом клубе был среди лучших голеадоров, отличаясь забитым голом в среднем в каждой второй игре чемпионата Югославии.
Впоследствии с 1990 по 1996 год играл в составе клубов «Гронинген», «Камбюр», «Марибор», «Ним» и «Железничар» из Марибора.
Завершил профессиональную игровую карьеру в словенском клубе «Бежиград».

## Выступления за сборные
В 1984 году дебютировал в официальных матчах в составе национальной сборной Югославии. В течение карьеры в национальной команде, которая длилась 2 года, провёл в форме главной команды страны 6 матчей, забив 2 гола. В 1994 году сыграл 3 матча в составе национальной сборной Македонии.

## Карьера тренера
Начал тренерскую карьеру сразу же по завершении карьеры игрока, в 2006 году возглавив тренерский штаб клуба «Нафта». До этого пробовал себя в качестве играющего тренера в клубах «Железничар» (Марибор) и «Драва».
В дальнейшем возглавлял балканские команды: «Марибор», «Вардар», «Беласиця» (Струмиця), «Драва», «Заврч» и словацкий «ВиОн».
В 2016 году являлся главным тренером «Славии» из Сараево.